# Stefan Tenecki
Stefan Tenecki (en cyrillique : Стефан Тенецки ; en roumain : Ștefan Tenețchi) est un peintre d'icônes serbe ou aroumain du XVIIIe siècle. Artiste prolifique, il a travaillé en Voïvodine, en Hongrie et en Roumanie. Il est considéré comme le premier peintre serbo-roumain à avoir acclimaté dans ces régions influencées par la peinture byzantine le style baroque venu d'Occident.

## Biographie
Stefan Tenecki est venu s'installer à Arad en 1746, où il habita au n°3 de la Rue de l'Évêque (à présent, 10, Rue Nicolae Bălcescu). Il est mort à Certege, dans le județ d'Alba, près de Câmpeni ; il a orné de fresques l'église grecque-catholique roumaine de cette localité. 

## Quelques œuvres
En Roumanie

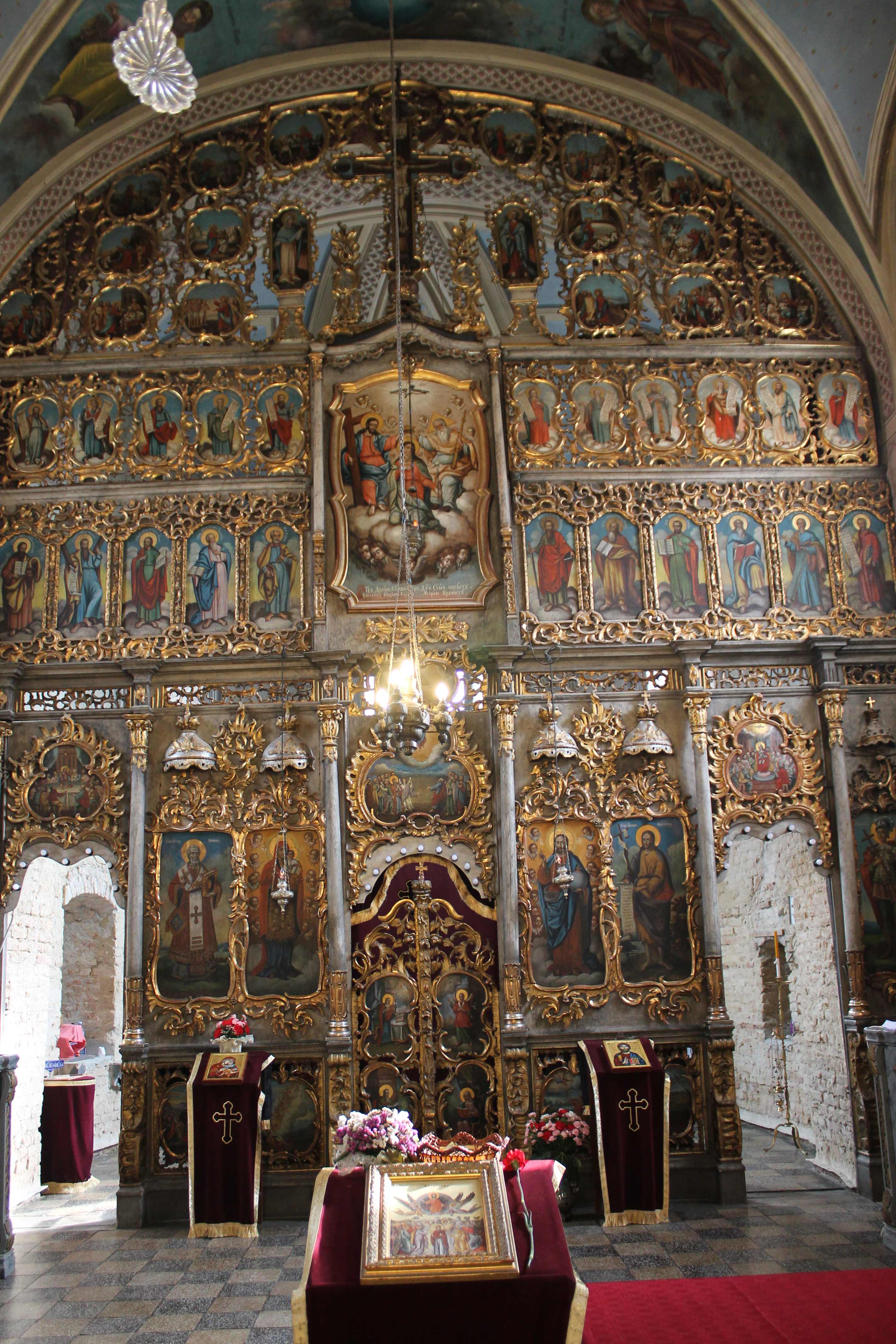
L'iconostase de l'église de l'Ascension à Ruma

- l'iconostase de la cathédrale d'Arad ;
- 1765 : l'iconostase de la cathédrale grecque-catholique roumaine de la « Sainte-Trinité » de Blaj, la plus grande de Roumanie ;

En Voïvodine
- 1752 : l'iconostase de l'église Saint-Stefan-Dečanski de Vilovo[2] ;
- l'iconostase de l'église de l'Ascension à Ruma[4] ;
- fresques de l'église du monastère de Krušedol, comme la Circoncision du Christ[5]